# 中国有色金属工业协会
中国有色金属工业协会是中华人民共和国有色金属企事业单位、社会团体组成的全国性、非营利性、行业性社会团体，由国务院国有资产监督管理委员会主管。